# Édouard François
Pour les articles homonymes, voir François.
Édouard François, né à Boulogne-Billancourt le 2 avril 1957 est un architecte français contemporain, reconnu comme l'un des fers de lance de l'architecture verte en France.

## Biographie
Ancien élève de l’École nationale supérieure des beaux-arts de Paris et de l’École nationale des ponts et chaussées, Édouard François est architecte et urbaniste depuis 1986. Il crée sa propre agence d’architecture, d’urbanisme et de design en 1998, et conçoit notamment L’Immeuble qui pousse, livré en 2000 à Montpellier, et Tower-Flower, livrée à Paris en 2004. 
Édouard François a enseigné à Architectural Association School of Architecture à Londres, à l'École spéciale d'architecture à Paris ou encore à la Design Academy Eindhoven. Son travail est exposé internationalement, notamment au Centre canadien d'architecture à Montréal, au Musée Solomon R. Guggenheim de New York, au Victoria and Albert Museum de Londres, à la Biennale d’Architecture de Venise, mais aussi en Allemagne, en Belgique, au Liban, en Inde, au Brésil et en Chine. Il a reçu le prix du Forum international des jeunes architectes, décerné en 2008 à Sofia. En 2011, Édouard François est élu créateur de l’année et le Royal Institute of British Architects le nomme membre honoraire international pour sa contribution à l’architecture (Int. Fellow RIBA). En 2012, le grade de chevalier des Arts et des Lettres lui est décerné par le ministère de la Culture et de la Communication.
En 2012, son agence devient la Maison Édouard François.

## Principales réalisations
- 1996 : Gîtes ruraux à Jupilles
- 1998 : L'immeuble qui pousse à Montpellier
- 2004 : Tower-Flower à Paris
- 2006 : Hôtel Fouquet's Barrière à Paris
- 2009 : Eden Bio à Paris
- 2010 : Coming-out à Grenoble
- 2012 : Collage Urbain à Champigny-sur-Marne
- 2013 : Entrée de ville « l'Orange de Ris » Ris-Orangis
- 2016 : M6B2 Tour de la Biodiversité à Paris
- 2017 : Le Python[4], ZAC Presqu’Île à Grenoble
- 2017 : Les Collines de Honfleur[5], centre commercial, Honfleur[6].
- 2018 : Hôtel Cheval Blanc Paris (Samaritaine) (ouverture 2021)

## Projets en cours
- 2018 : Panache[7], ZAC Presqu’Île à Grenoble
- 2017 : Les Jardins d'Anfa[8], Casablanca
- 2020 : Le Ray, logements, loisirs et commerces, Nice[9]
- 2020 : Neyripc[10], centre commercial, Saint-Martin-d'Hères
- 2022 : Bordeaux Saint-Jean, logements, bureaux, hôtels  commerces, restaurants / bars / discothèque, loisirs et services de proximité, Bordeaux

## Prix et distinctions
- Membre de l'Académie d'architecture, depuis 2016[11]
- Chevalier de l'ordre des Arts et des Lettres, 2012
- Élu International fellow of the Royal Institute of British Architects, London, 2011
- Élu Créateur de l’année, salon Maison et objet, 2011
- Nommé pour le Brickaward, Allemagne, 2010
- Prix de l'Équerre d'argent, nommé en 2000 et 2009
- Premier prix, écoquartier national palmarès, 2009
- Premier prix, prix de l’habitat durable, 2008
- Globes de cristal, nommé meilleur artiste contemporain de l’année 2006
- Médaille d’argent, Académie d’architecture, fondation Le Soufraché, 2002
- Mies Van der Rohe Awards, nommé en 2000 et 2009
- Premier prix de l'International Forum of Young Architect, Sofia, Bulgaria, 1997

## Enseignement
- École méditerranéenne des jardins et du paysage à Grasse 1995–1996
- AA (Architectural Association), London, 1997–1999
- École spéciale d'architecture, Paris, 1997–1998
- École nationale supérieure du paysage de Versailles, 1998–1999
- École d’architecture de Marne-la-Vallée, 2000–2001
- École Paris-Conflans 1999–2000